# Saint-Cybardeaux
Saint-Cybardeaux est une commune du Sud-Ouest de la France, située dans le département de la Charente (région Nouvelle-Aquitaine).
Ses habitants sont les Éparciens et les Éparciennes.

## Géographie

### Localisation et accès
Le bourg important de Saint-Cybardeaux est situé à 3 km à l'est de Rouillac, et 20 km au nord-ouest d'Angoulême.
Saint-Cybardeaux est aussi à 11 km au nord d'Hiersac, 12 km à l'ouest de Vars, 25 km au nord-est de Cognac, 43 km de Saint-Jean-d'Angély.
Située à un carrefour historique, la principale voie de communication est aujourd'hui la D.939 d'Angoulême à La Rochelle par Saint-Jean-d'Angély, qui traverse le bourg et la commune d'est en ouest avant la déviation construite en 1990. La D 14, route de Rouillac à Hiersac et Châteauneuf, limite la commune au sud-ouest.

### Hameaux et lieux-dits
Les hameaux sont nombreux ; parmi les plus importants, se trouvent :
- les Bouchauds, au pied du mamelon portant l'ancien théâtre gallo-romain ;
- Dorgeville, près de la voie romaine ;
- Grosville à la limite de la commune de Rouillac ;
- les Rochereaux, sur la  D 939 ;
- Cougoussac, près des Bouchauds ;
- Dauves et les Bruns, au nord de la commune, sur la route de Gourville ;
- Sainte-Catherine, dont une partie appartient à la commune d'Échallat ;
- Brelinge ;
- la Bergerie ;
- Chez Proullaud[3]...

### Communes limitrophes
| Rouillac      |                  | Genac-Bignac          |
|               | Saint-Cybardeaux | Saint-Genis-d'Hiersac |
| Vaux-Rouillac | Échallat         | Saint-Amant-de-Nouère |

### Géologie et relief

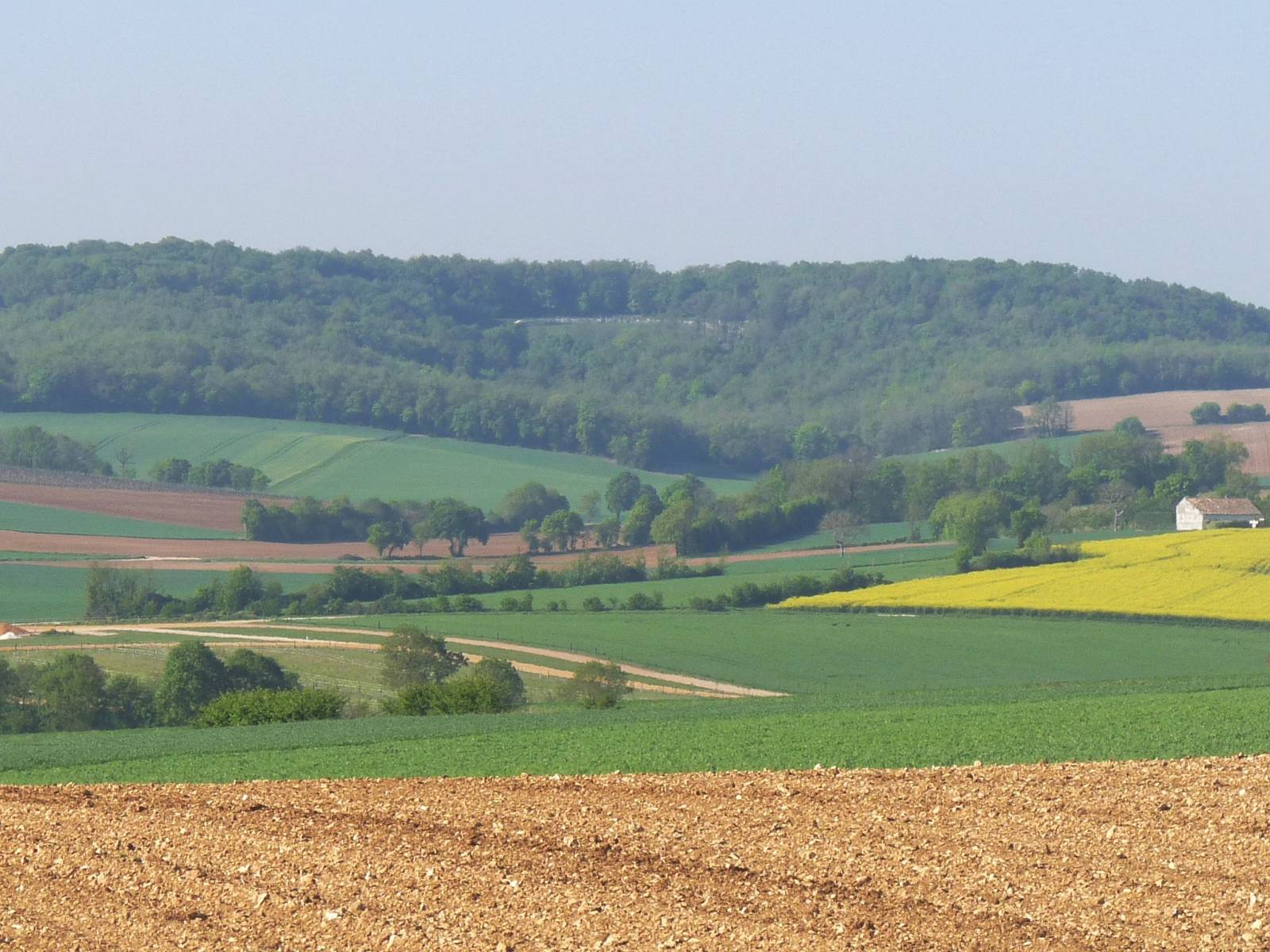
La colline des Bouchauds vue de Genac

La commune occupe un plateau calcaire datant du Jurassique supérieur (Kimméridgien sur une grande moitié nord-est et Portlandien au sud-ouest). La vallée de la Nouère est occupée par des alluvions du Quaternaire,,.
La partie centrale de la commune de Saint-Cybardeaux, de l'est à l'ouest, est occupée par la vallée de la Nouère. De chaque côté de cette vallée, s’élèvent des plateaux mamelonnés, dont certains sommets atteignent des cotes élevées, notamment 146 m dans l'est de la commune, et 144 m au bois des Bouchauds.
Le point culminant de la commune est à une altitude de 164 m, situé en limite nord près de Grosville. Le point le plus bas est à 74 m, situé le long de la Nouère en limite sud-est près de Bois Raymond. Le bourg est à 88 m d'altitude.

### Hydrographie

#### Réseau hydrographique

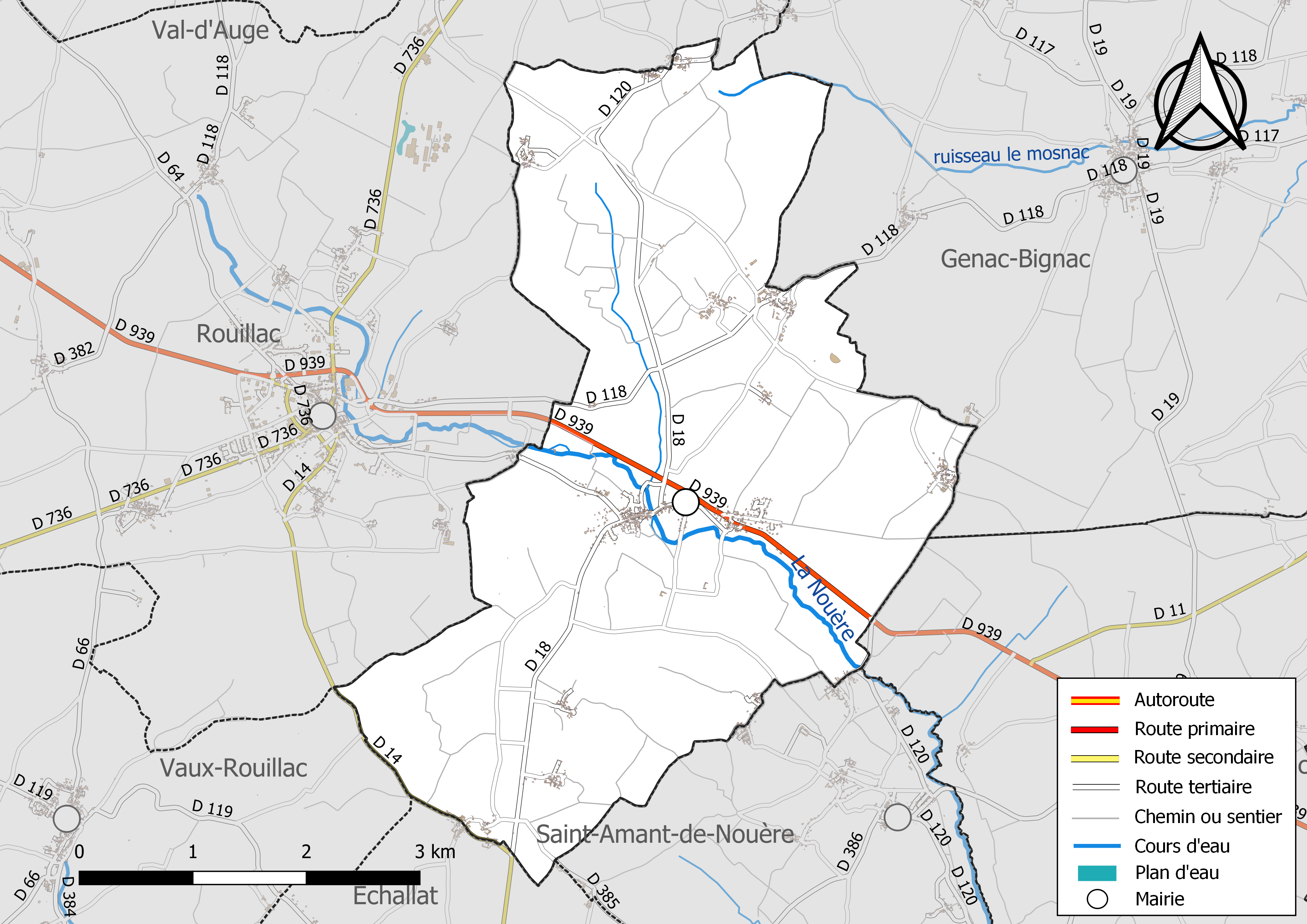
Réseaux hydrographique et routier de Saint-Cybardeaux.

La commune est située dans le bassin versant de la Charente au sein du Bassin Adour-Garonne. Elle est drainée par la Nouère, le ruisseau le mosnac, et par un petit cours d'eau, qui constituent un réseau hydrographique de 8 km de longueur totale,.
La commune est arrosée par la Nouère, affluent en rive droite de la Charente, qui baigne le pied de l'église du bourg et dont la source est dans la commune voisine de Rouillac.
Un ruisseau de 2 km rejoint la Nouère sur sa rive gauche au bourg, alimenté par la Font de Grosville et la Font Franchaud.

#### Gestion des eaux
Le territoire communal est couvert par le schéma d'aménagement et de gestion des eaux (SAGE) « Charente ». Ce document de planification, dont le territoire correspond au bassin de la Charente, d'une superficie de 9 300 km2, a été approuvé le 19 novembre 2019. La structure porteuse de l'élaboration et de la mise en œuvre est l'établissement public territorial de bassin Charente. Il définit sur son territoire les objectifs généraux d’utilisation, de mise en valeur et de protection quantitative et qualitative des ressources en eau superficielle et souterraine, en respect des objectifs de qualité définis dans le troisième SDAGE  du Bassin Adour-Garonne qui couvre la période 2022-2027, approuvé le 10 mars 2022.

### Climat
Comme dans les trois quarts sud et ouest du département, le climat est océanique aquitain.

## Urbanisme

### Typologie
Au 1er janvier 2024, Saint-Cybardeaux est catégorisée commune rurale à habitat dispersé, selon la nouvelle grille communale de densité à 7 niveaux définie par l'Insee en 2022.
Elle est située hors unité urbaine. Par ailleurs la commune fait partie de l'aire d'attraction d'Angoulême, dont elle est une commune de la couronne,. Cette aire, qui regroupe 94 communes, est catégorisée dans les aires de 50 000 à moins de 200 000 habitants,.

### Occupation des sols
L'occupation des sols de la commune, telle qu'elle ressort de la base de données européenne d’occupation biophysique des sols Corine Land Cover (CLC), est marquée par l'importance des territoires agricoles (87,1 % en 2018), une proportion sensiblement équivalente à celle de 1990 (87,2 %). La répartition détaillée en 2018 est la suivante : 
terres arables (50 %), zones agricoles hétérogènes (19,5 %), cultures permanentes (15,1 %), forêts (11,1 %), prairies (2,6 %), zones urbanisées (1,8 %). L'évolution de l’occupation des sols de la commune et de ses infrastructures peut être observée sur les différentes représentations cartographiques du territoire : la carte de Cassini (XVIIIe siècle), la carte d'état-major (1820-1866) et les cartes ou photos aériennes de l'IGN pour la période actuelle (1950 à aujourd'hui).

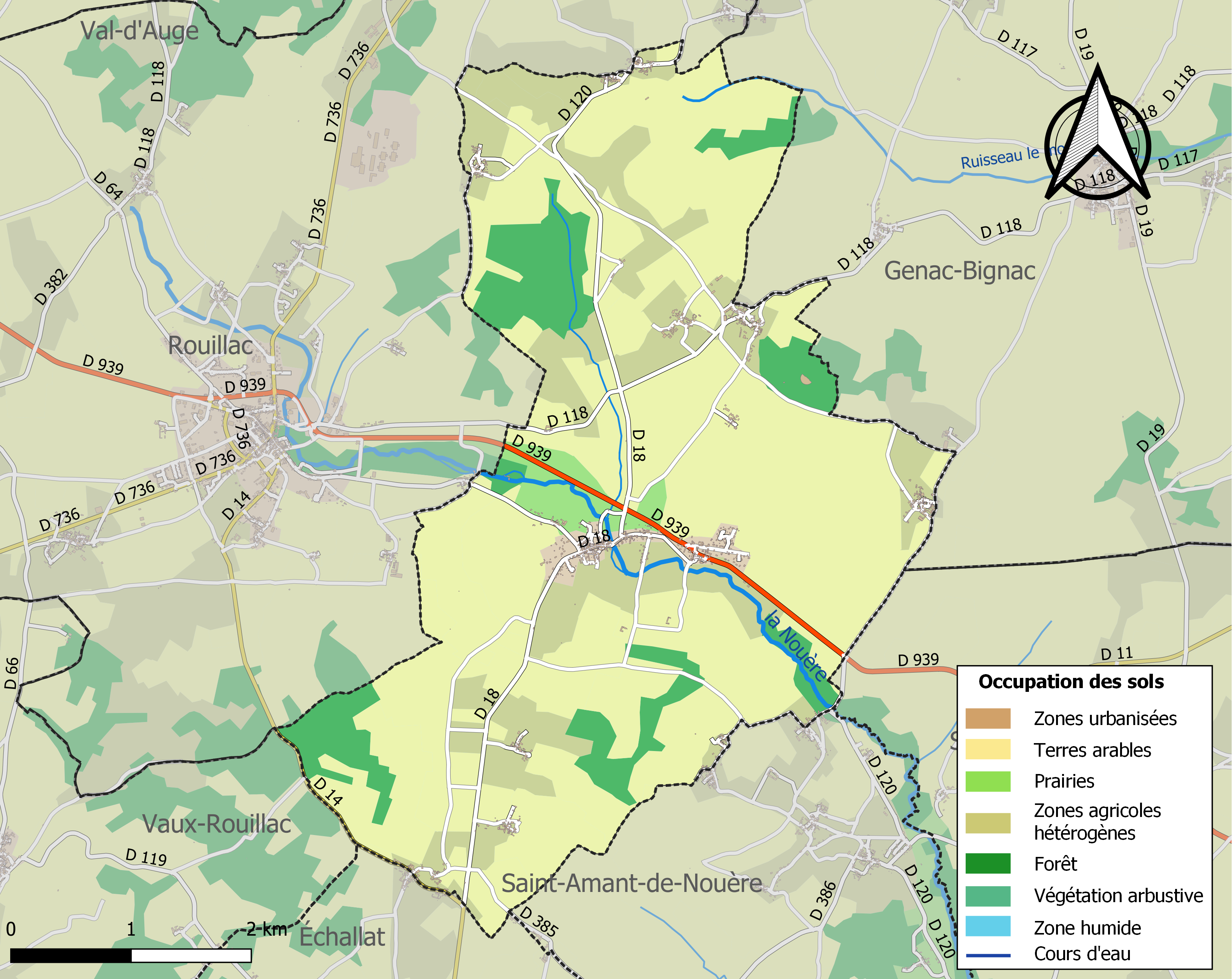
Carte des infrastructures et de l'occupation des sols de la commune en 2018 (CLC).

### Risques majeurs
Le territoire de la commune de Saint-Cybardeaux est vulnérable à différents aléas naturels : météorologiques (tempête, orage, neige, grand froid, canicule ou sécheresse) et séisme (sismicité modérée). Il est également exposé à un risque technologique, le transport de matières dangereuses. Un site publié par le BRGM permet d'évaluer simplement et rapidement les risques d'un bien localisé soit par son adresse soit par le numéro de sa parcelle.

#### Risques naturels

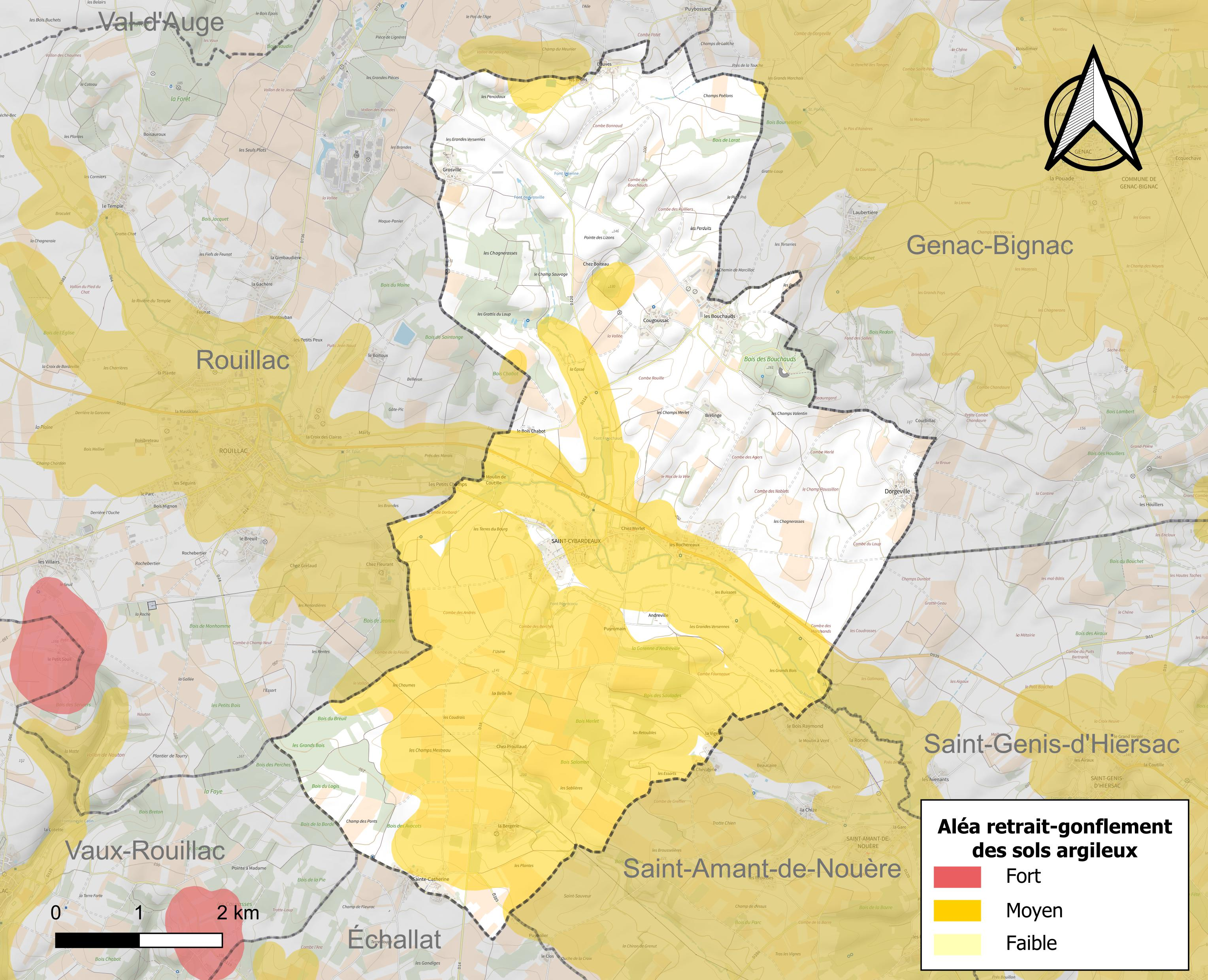
Carte des zones d'aléa retrait-gonflement des sols argileux de Saint-Cybardeaux.

Le retrait-gonflement des sols argileux est susceptible d'engendrer des dommages importants aux bâtiments en cas d’alternance de périodes de sécheresse et de pluie. 46,1 % de la superficie communale est en aléa moyen ou fort (67,4 % au niveau départemental et 48,5 % au niveau national). Sur les 421 bâtiments dénombrés sur la commune en 2019, 233 sont en aléa moyen ou fort, soit 55 %, à comparer aux 81 % au niveau départemental et 54 % au niveau national. Une cartographie de l'exposition du territoire national au retrait gonflement des sols argileux est disponible sur le site du BRGM,.
Par ailleurs, afin de mieux appréhender le risque d’affaissement de terrain, l'inventaire national des cavités souterraines permet de localiser celles situées sur la commune.
La commune a été reconnue en état de catastrophe naturelle au titre des dommages causés par les inondations et coulées de boue survenues en 1982, 1999 et 2009. Concernant les mouvements de terrains, la commune a été reconnue en état de catastrophe naturelle au titre des dommages causés par des mouvements de terrain en 1999.

#### Risques technologiques
Le risque de transport de matières dangereuses sur la commune est lié à sa traversée par une ou des infrastructures routières ou ferroviaires importantes ou la présence d'une canalisation de transport d'hydrocarbures. Un accident se produisant sur de telles infrastructures est susceptible d’avoir des effets graves sur les biens, les personnes ou l'environnement, selon la nature du matériau transporté. Des dispositions d’urbanisme peuvent être préconisées en conséquence.

## Toponymie
Les formes anciennes sont Ilice, Illice, Sanctus Eparchius de Ylice en 1200, Sanctus Eparchius de Hylice en 1293, Sanctus Eparchius de Aquis, olim de Ilice, S. Eparchii de Ilicibus peu avant 1139, Sainct Cybard d'Elz.
Le nom de Saint-Cybardeaux signifie donc « Saint-Cybard de l'Yeuse », formé sur saint Cybard (Eparchius, ermite du VIe siècle vénéré à Angoulême et en Aquitaine) et du latin ilex, chêne vert, appelé "yeuse" localement. Saint-Cybardeaux s'est aussi appelé « Saint-Cybard des Eaux », et il est difficile de savoir si cette seconde forme dérive de la première,. Le gentilé Éparcien est formé sur le nom latin de Cybard.
Pendant la Révolution, la commune s'est appelée provisoirement Cibardeaux-sur-Nouère (ou Cybardeaux), en frimaire de l'an 2.

## Histoire

### Époque romaine
L'ancienne voie romaine de Saintes à Lyon, la voie d'Agrippa traverse la commune d'ouest en est.
Au sommet du mamelon élevé qui porte le bois des Bouchauds, se dressent des ruines importantes, très longtemps appelées dans le pays « château des Fades », et qui passèrent longtemps pour avoir appartenu à un château féodal. En réalité, se trouve là le site du théâtre gallo-romain des Bouchauds, daté du Haut Empire romain.

### Moyen Âge et Ancien Régime
Il a existé, au village des Bouchauds, un fief relevant de la baronnie de Montignac. À la fin du XVe siècle, ce fief appartient à Benoît Geoffroy. La famille Geoffroy le conserve jusque dans la première moitié du XVIIIe siècle. En 1735, Jean Geoffroy, descendant de Benoît Geoffroy, vend à Pierre Boisnier, sieur de Crèvecœur, la terre des Bouchauds, qui est rachetée, en 1775, par Charles Green de Saint-Marsault, baron de Châtelaillon. La Révolution dépossède ce dernier, et la terre des Bouchauds est vendue comme bien national, le 14 juin 1796.
Deux autres fiefs étaient Puyromain et Andreville; comme le fief des Bouchauds, ces deux fiefs relèvent de la baronnie de Montignac.
Jusqu'au XVIIIe siècle, le fief de Puyromain demeure la possession de la famille de Marcossaine, famille remarquable qui paraît être venue d'Angleterre pendant la guerre de Cent Ans. Le 16 juillet 1671, a lieu le mariage de Marie de Marcossaine, fille de Pierre de Marcossaine, seigneur de Puyromain, avec Pierre de Massougnes, écuyer, seigneur de Charenton. La famille de Marcossaine est éteinte depuis le XVIIIe siècle.
Les premiers possesseurs nettement connus du fief d'Andreville sont les Martin, longtemps appelés Martin de la Pile, et plus tard, Martin de Bourgon. Cette famille est issue au XVIe siècle de l'échevinage d'Angoulême. En 1573 et 1574, « Noble Maistre Mathurin Martin, conseiller du Roy et garde des sceaulx en la sénéchaussée et siège présidial d'Engoulmoys, maire et capitaine de la ville d'Engoulesme », est dit sieur d'Andreville.
Par adjudication du 4 septembre 1697, la seigneurie d'Andreville est acquise par Antoine Lebesgue, sieur de La Pinotte, maître de la poste à Saint-Cybardeaux et, le 14 février 1719, Judth Lebesgue épouse François de Massougnes, seigneur de Saint-Romain.

### Route de la Poste
Saint-Cybardeaux était aussi situé avant le XVIIIe siècle sur l'ancienne route de la Poste entre Paris et Bordeaux, directe entre Chaunay et Barbezieux par Villefagnan, Aigre, Moulidars et Châteauneuf, avant que celle-ci ne soit déviée pour desservir Angoulême par Turgot, intendant de la généralité de Limoges,,.

### La bringue
Un jeu traditionnel a perduré jusqu'au milieu du XIXe siècle. S'apparentant au football actuel, il s'agissait de se rendre maître d'une boule en bois, qui était lancée le jour de Noël dans un pré le long de la Nouère, et d'aller frapper cette boule trois fois dans un mur désigné d'avance. Le nombre de joueurs venant des alentours était assez considérable ce jour-là.

### Temps modernes
Pendant la première moitié du XXe siècle, la commune était desservie par la ligne d'Angoulême à Matha, petite ligne ferroviaire d'intérêt local à voie métrique des Chemins de fer départementaux appelée le Petit Rouillac. Son tracé a été repris dans les années 1980 par la déviation de la route d'Angoulême à Saint-Jean-d'Angély.

## Administration

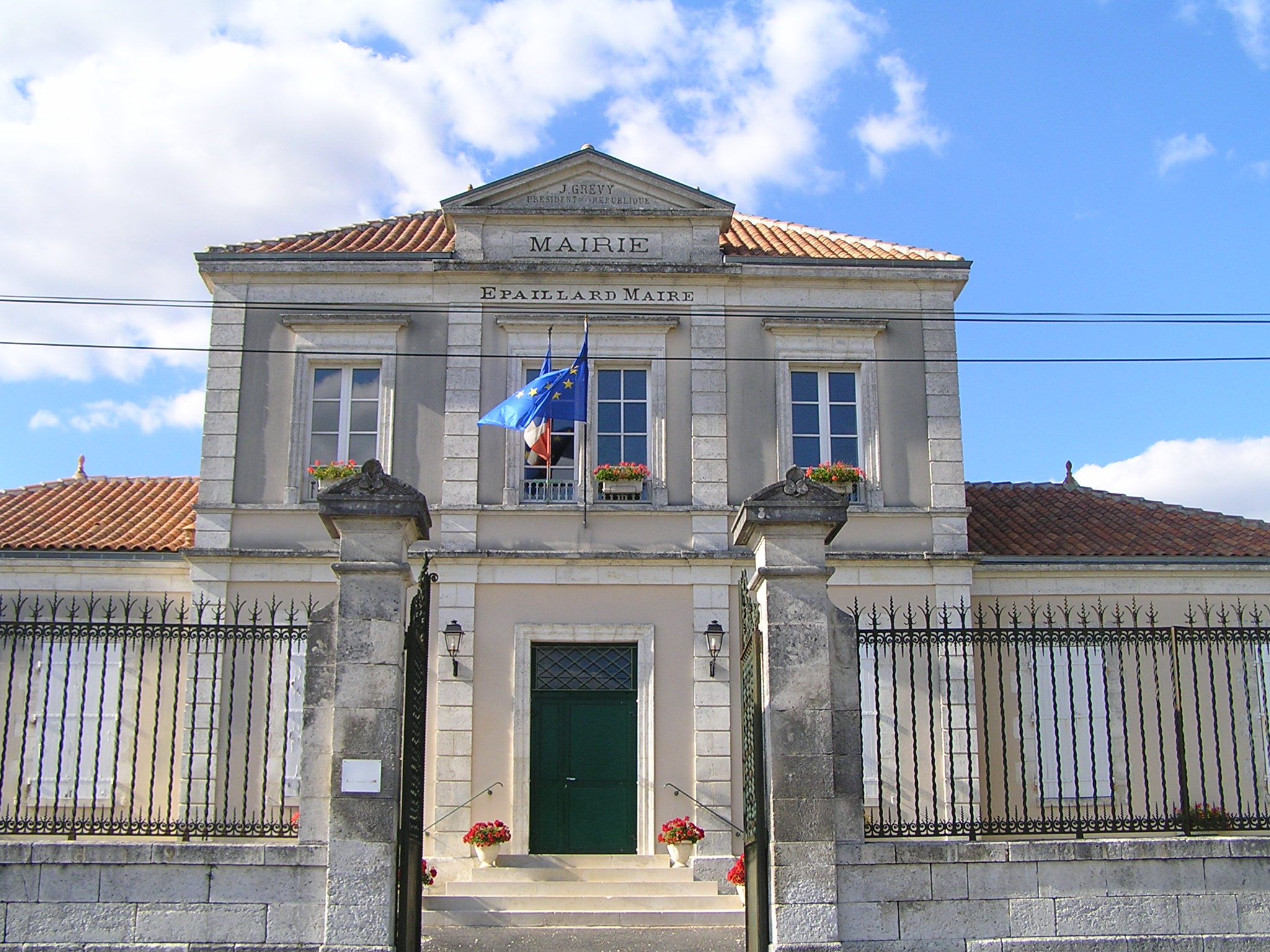
La mairie

| Période                                  | Période  | Identité             | Étiquette | Qualité     |
| ---------------------------------------- | -------- | -------------------- | --------- | ----------- |
| avant 1988                               | 1995     | Pierre Olliveau      |           |             |
| 1995                                     | 2008     | Jean-Louis Peyhorgue |           |             |
| 2008                                     | En cours | Francis Roy          | SE        | Agriculteur |
| Les données manquantes sont à compléter. |          |                      |           |             |

### Fiscalité
La fiscalité est d'un taux de 19,72 % sur le bâti, 43,55 % sur le non bâti, et 9,28 % pour la taxe d'habitation (chiffres 2007).
La communauté de communes de Rouillac prélève 10,80 % de taxe professionnelle.

## Démographie

### Évolution démographique
L'évolution du nombre d'habitants est connue à travers les recensements de la population effectués dans la commune depuis 1793. Pour les communes de moins de 10 000 habitants, une enquête de recensement portant sur toute la population est réalisée tous les cinq ans, les populations de référence des années intermédiaires étant quant à elles estimées par interpolation ou extrapolation. Pour la commune, le premier recensement exhaustif entrant dans le cadre du nouveau dispositif a été réalisé en 2008.

En 2022, la commune comptait 796 habitants, en évolution de −4,67 % par rapport à 2016 (Charente : −0,48 %, France hors Mayotte : +2,11 %).
| 1793  | 1800  | 1806  | 1821  | 1831  | 1841  | 1846  | 1851  | 1856  |
| ----- | ----- | ----- | ----- | ----- | ----- | ----- | ----- | ----- |
| 1 510 | 1 707 | 1 613 | 1 511 | 1 501 | 1 588 | 1 542 | 1 655 | 1 650 |

| 1861  | 1866  | 1872  | 1876  | 1881  | 1886  | 1891  | 1896 | 1901 |
| ----- | ----- | ----- | ----- | ----- | ----- | ----- | ---- | ---- |
| 1 606 | 1 602 | 1 522 | 1 513 | 1 275 | 1 047 | 1 007 | 935  | 975  |

| 1906 | 1911 | 1921 | 1926 | 1931 | 1936 | 1946 | 1954 | 1962 |
| ---- | ---- | ---- | ---- | ---- | ---- | ---- | ---- | ---- |
| 925  | 855  | 798  | 766  | 763  | 764  | 764  | 792  | 708  |

| 1968 | 1975 | 1982 | 1990 | 1999 | 2006 | 2008 | 2013 | 2018 |
| ---- | ---- | ---- | ---- | ---- | ---- | ---- | ---- | ---- |
| 739  | 716  | 670  | 724  | 738  | 776  | 787  | 826  | 822  |

| 2022 | - | - | - | - | - | - | - | - |
| ---- | - | - | - | - | - | - | - | - |
| 796  | - | - | - | - | - | - | - | - |

### Pyramide des âges
La population de la commune est relativement jeune.
En 2018, le taux de personnes d'un âge inférieur à 30 ans s'élève à 34,2 %, soit au-dessus de la moyenne départementale (30,2 %). À l'inverse, le taux de personnes d'âge supérieur à 60 ans est de 26,4 % la même année, alors qu'il est de 32,3 % au niveau départemental.
En 2018, la commune comptait 403 hommes pour 419 femmes, soit un taux de 50,97 % de femmes, légèrement inférieur au taux départemental (51,59 %).
Les pyramides des âges de la commune et du département s'établissent comme suit.
| Hommes | Classe d’âge | Femmes |
| ------ | ------------ | ------ |
| 0,0    | 90 ou +      | 1,7    |
| 7,7    | 75-89 ans    | 9,5    |
| 18,6   | 60-74 ans    | 15,3   |
| 21,6   | 45-59 ans    | 22,0   |
| 17,9   | 30-44 ans    | 17,4   |
| 13,9   | 15-29 ans    | 15,0   |
| 20,3   | 0-14 ans     | 19,1   |

| Hommes | Classe d’âge | Femmes |
| ------ | ------------ | ------ |
| 1      | 90 ou +      | 2,7    |
| 9,2    | 75-89 ans    | 12     |
| 20,6   | 60-74 ans    | 21,3   |
| 20,7   | 45-59 ans    | 20,3   |
| 16,8   | 30-44 ans    | 16     |
| 15,6   | 15-29 ans    | 13,4   |
| 16,1   | 0-14 ans     | 14,3   |

## Économie

### Agriculture
La viticulture occupe une partie de l'activité agricole. La commune est classée dans les Fins Bois, dans la zone d'appellation d'origine contrôlée du cognac.

## Équipements, services et vie locale

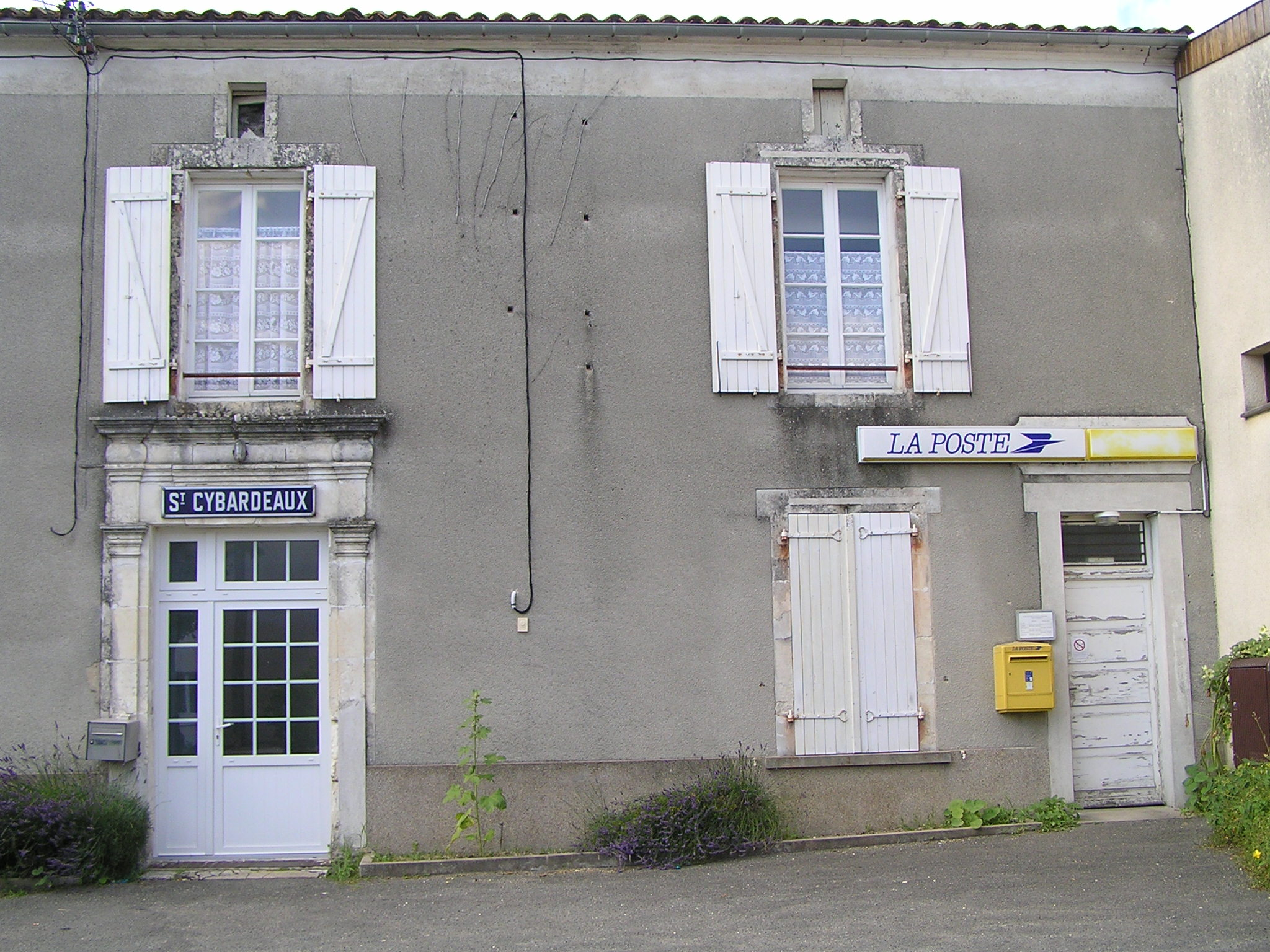
La poste

### Enseignement
Saint-Cybardeaux possède une école primaire publique comprenant quatre classes, dont une de maternelle. Le secteur du collège est Rouillac.

## Lieux et monuments

### Patrimoine religieux

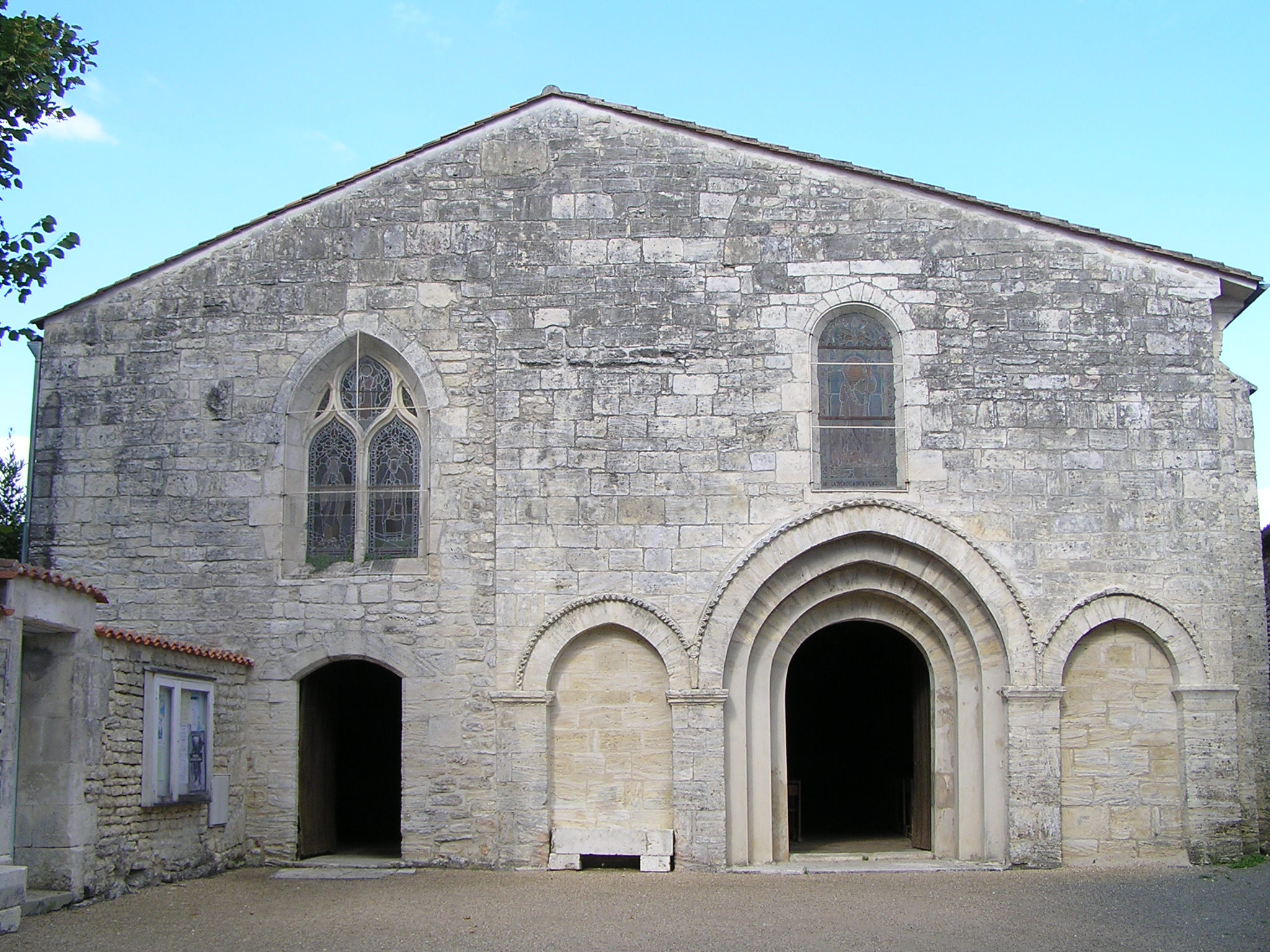
L'église

Église Saint-Cybard, cure de l'abbaye Saint-Cybard d'Angoulême, dès le règne de Charlemagne. L'église qui ne possède plus rien de cette époque, mais peut-être des restes du XIe siècle à la base de son clocher, a été remaniée dans toutes ses parties. Sa nef comporte un bas-côté du XVIe siècle; le chœur est du XVIIe siècle, la façade est romane avec un bas-côté du XVIe siècle. Le clocher, carré et nu, a quatre baies brisées et un toit bas à quatre pans.

### Patrimoine civil
Le théâtre gallo-romain occupe un site naturel, la colline des Bouchauds, située près du croisement de deux voies romaines, offrant une importante étape. Il est accompagné d'un sanctuaire.

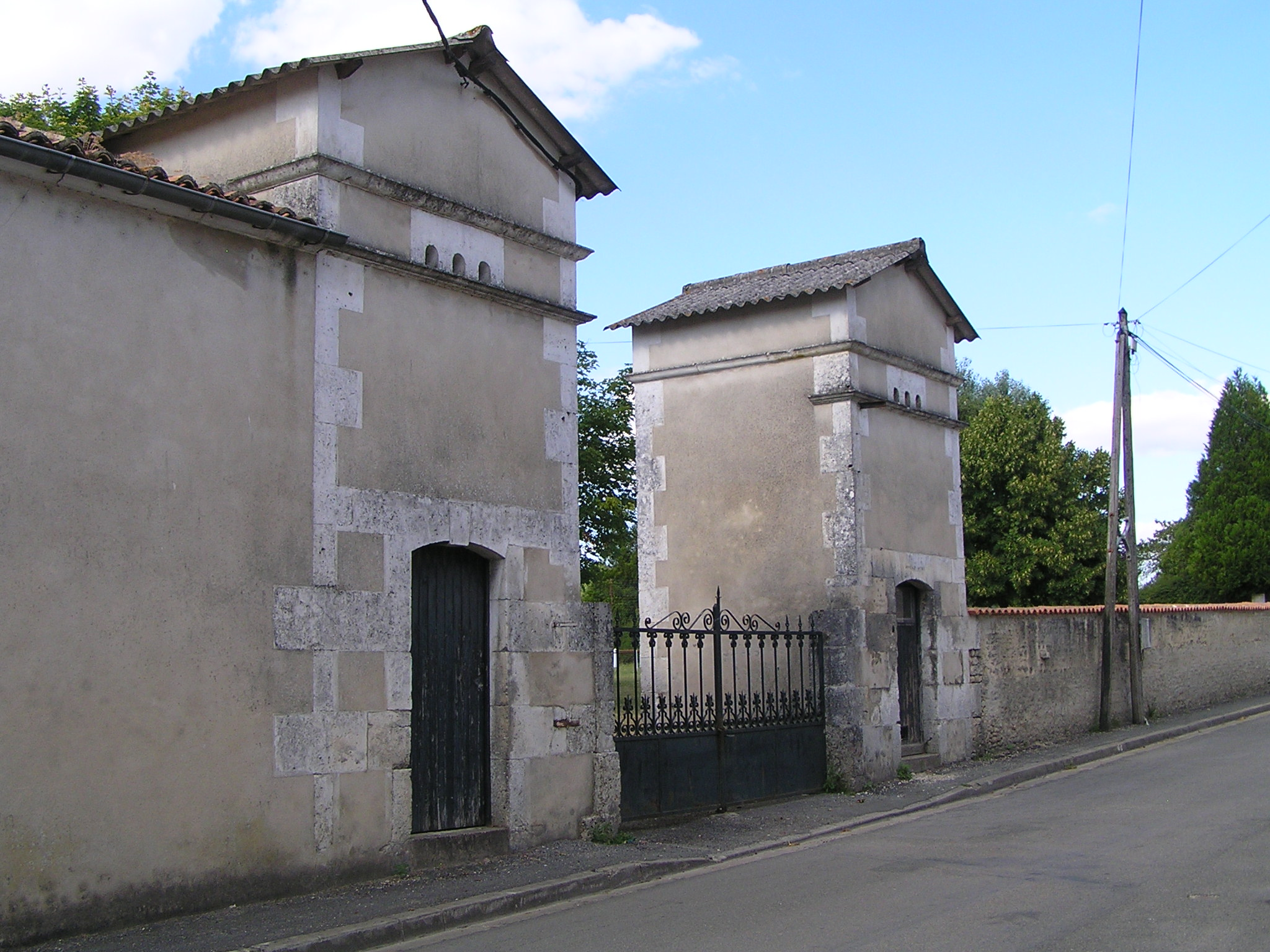
Pigeonniers à l'entrée du stade
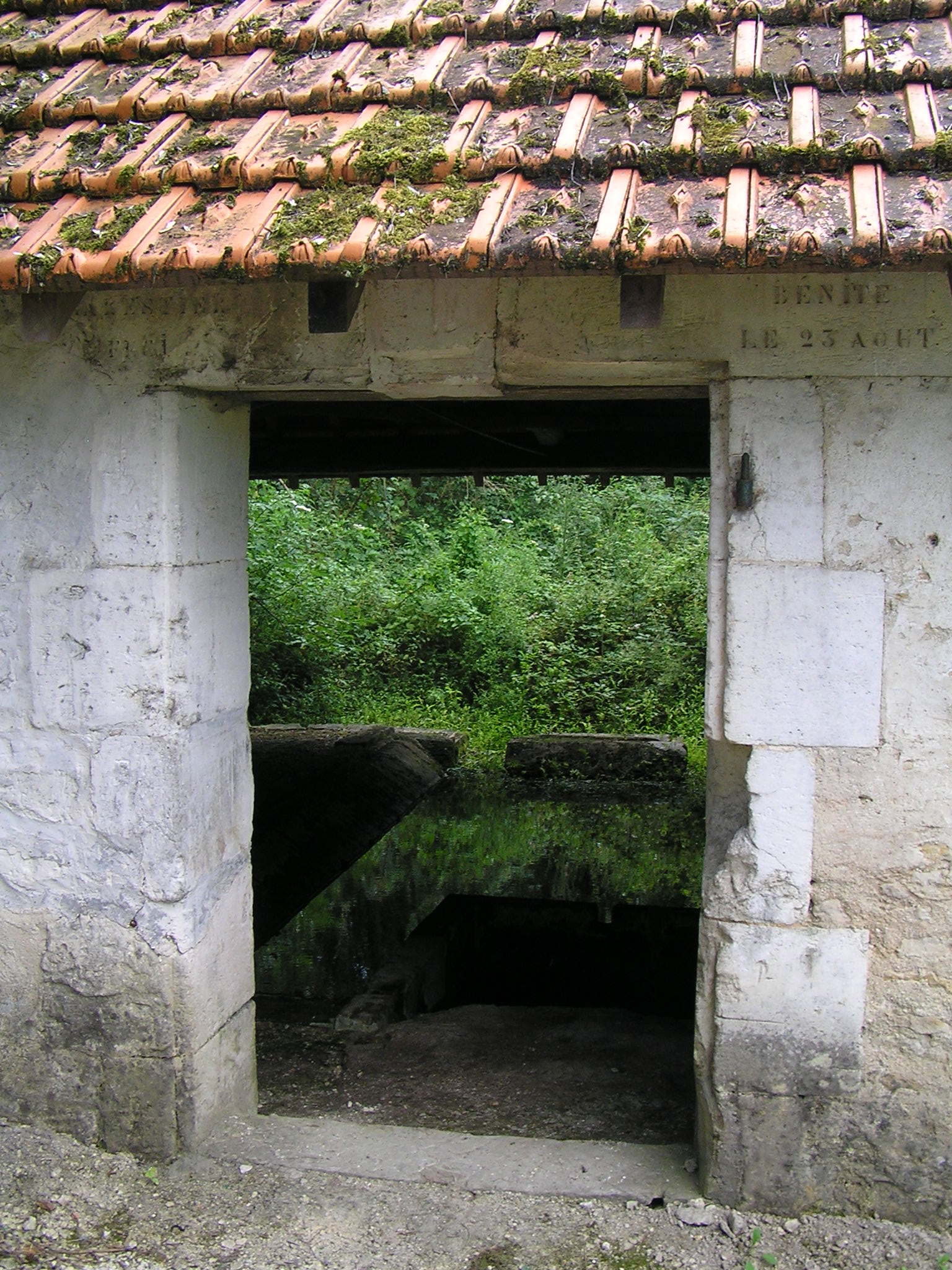
Lavoir
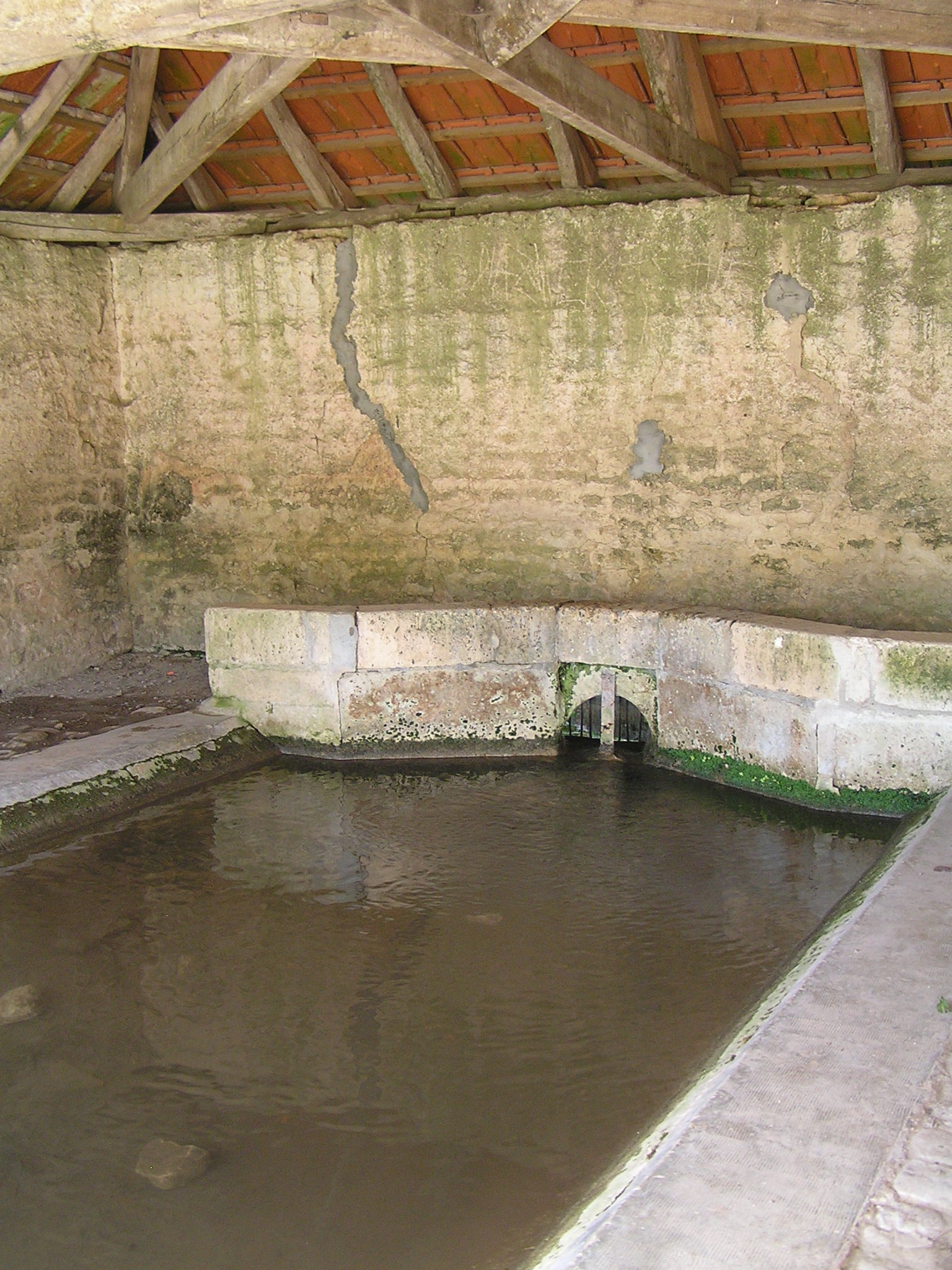
2elavoir

### Patrimoine environnemental

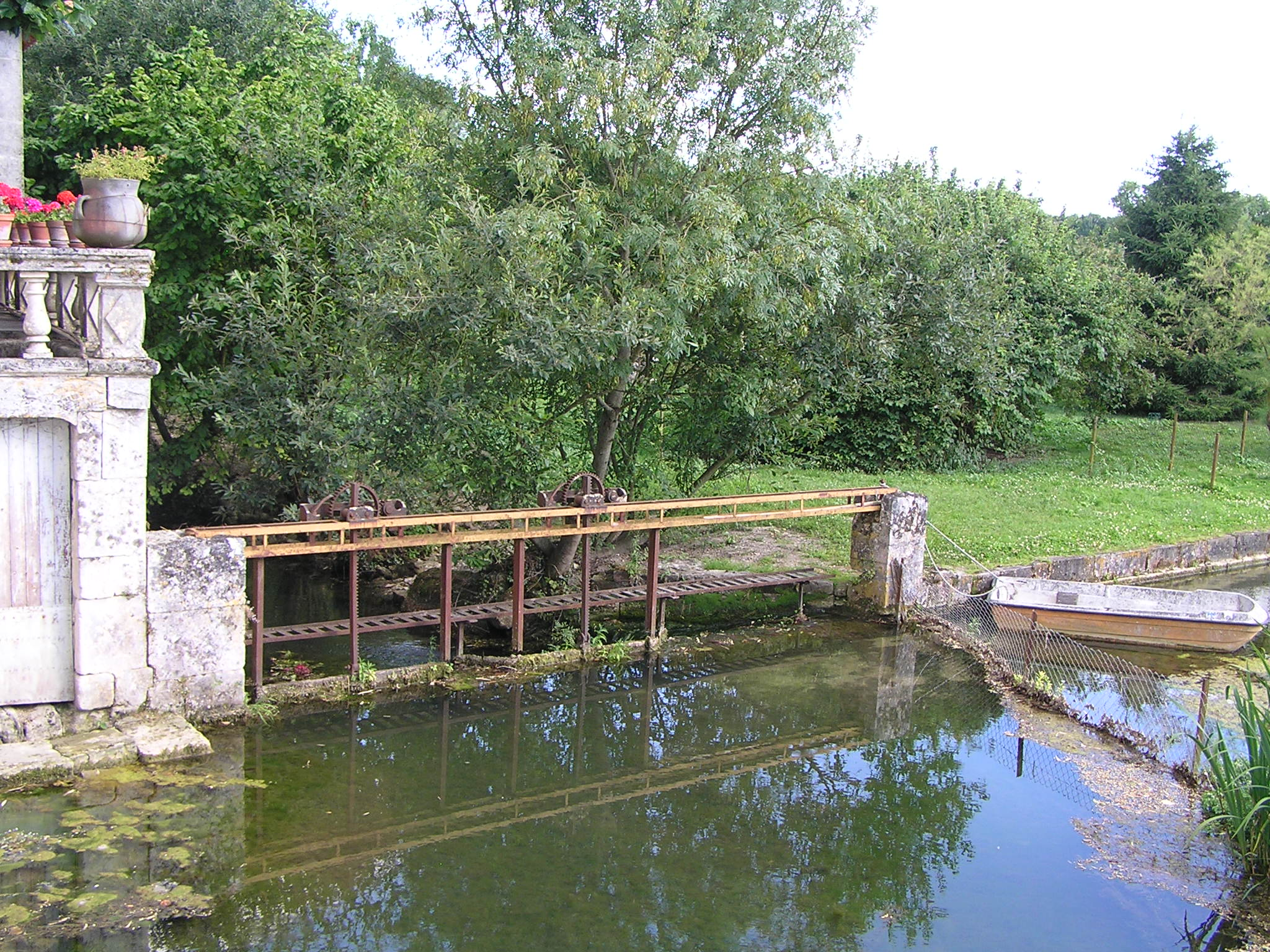
Écluse sur
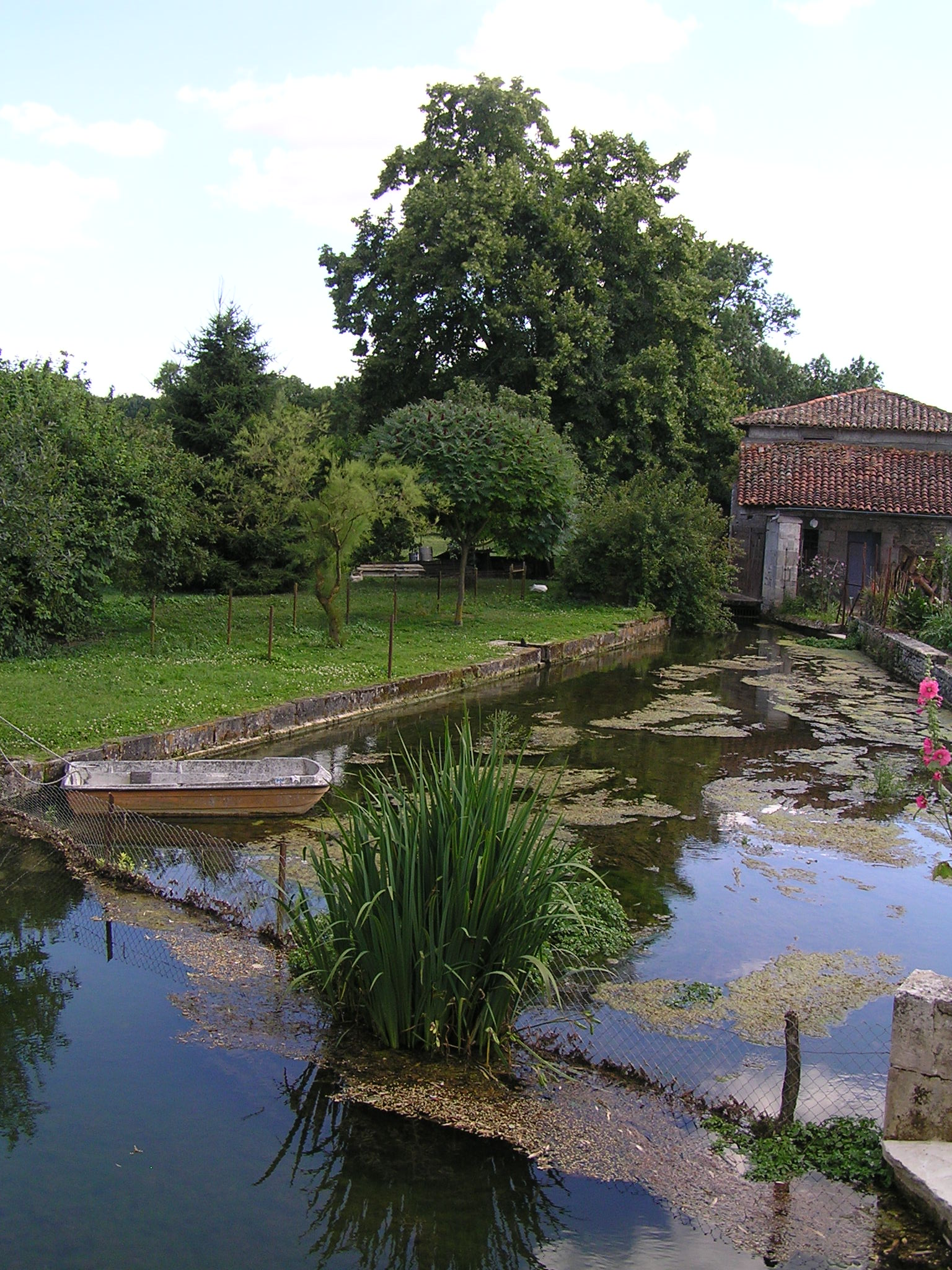
La Nouère

## Héraldique
| Blason | Blasonnement : Écartelé : au 1er et au 4e d’azur aux deux chevrons d’or, au 2e et au 3e d’argent aux trois fasces de gueules, au filet en croix d’argent brochant sur l’écartelé. |